# Menhartice
Menhartice település Csehországban, a Třebíči járásban. Menhartice Dešná, Lovčovice, Radotice, Jemnice és Pálovice településekkel határos. Lakosainak száma 136 fő (2024. január 1.).

## Népesség
A település lakosságának változását az alábbi diagram mutatja:
| Lakosok száma | 210  | 225  | 253  | 175  | 163  | 137  | 136  | 127  | 127  | 136  |
|               | 1869 | 1900 | 1921 | 1961 | 1980 | 2011 | 2016 | 2019 | 2021 | 2024 |